# جيوردانو فيراري
جيوردانو فيراري (بالإيطالية: Giordano Ferrari)‏ هو منافس ألعاب قوى إيطالي، ولد في 23 يناير 1956 في فيدنزا في إيطاليا.